# ミゲル・マルティネス
ミゲル・マルティネス (Miguel Martinez, 1976年1月17日 -, 男性) は、フランス・ニエーヴル県・フルシャンボー出身の自転車競技（クロスカントリー、ロードレース）選手である。
クロスカントリーでは、1996年のアトランタオリンピックは銅メダルに終わったが、2000年のシドニーオリンピックで金メダルを獲得。スペインのシエラ・ネバダで行われた2000年の世界選手権で優勝。1997年と2000年にはUCIワールドカップの年間王者となった。
華々しいマウンテンバイクの戦績を引っさげ、2002年にロードレースのマペイ・クイック・ステップに加入。ツール・ド・フランスで総合44位となる。2003年にはフォナックへ移籍したが、目立った成績を残すことは出来なかった。同年マウンテンバイクに復帰し、マックス・コメンサルに所属。2007年にアモーレ・エ・ヴィータに加入し、ロードレースに復帰している。

## 参照
1. ↑  レキップ紙2007-12-13